# Makoto Kobayashi
Makoto Kobayashi (født 7. april 1944) er en japansk fysiker kendt for sammen med Toshihide Maskawa i 1972 at have forklaret spontan brudt symmetri, som var blevet opdaget af Yoichiro Nambu i 1964.
For dette arbejde blev de tre tildelt Nobelprisen i fysik i 2008 (halvdelen tilfaldt Nambu, den anden halvdel blev delt mellem Kobayashi og Maskawa).